# Telescopio Jacobus Kapteyn
El Telescopio Jacobus Kapteyn o JKT es un instrumento óptico de 1 m de diámetro nombrado en honor del astrónomo holandés Jacobus Kapteyn (1851-1922). Pertenece al Grupo Isaac Newton de Telescopios del Observatorio del Roque de los Muchachos en La Palma, Islas Canarias, España.
Financiado conjuntamente por Holanda y el Reino Unido, su construcción fue planificada durante la década de 1970 y se completó en 1983. Tomó su primera placa fotográfica en marzo de 1984.
Puede ser utilizado con dos puntos focales distintos e instrumentos diferentes, siendo mejorado en 1998 con un equipo CCD de captura de imágenes digitales. El telescopio pesa casi un total de 40 toneladas.
Habiendo sido superado por telescopios más grandes y más recientes,  quedó fuera del servicio regular en agosto de 2003. 
Desde el año 2014, el telescopio ha pasado a ser propiedad del Instituto de Astrofísica de Canarias (IAC), y es operado por la Southeastern Association for Research in Astronomy (SARA), que ha reacondicionado el JKT como observatorio operado remotamente (bajo la designación interna de SARA-RM), habiendo realizado las primeras observaciones bajo estas nuevas condiciones en abril de 2016.